# Håkan Södergren
Pour les articles homonymes, voir Södergren.
Karl Håkan Södergren (né le 14 juin 1959 à Rosersberg en Suède) est un joueur professionnel suédois de hockey sur glace devenu entraîneur. Il évolue au poste d'attaquant.

## Biographie

### Carrière en club
Formé au Rosersbergs IK, il débute dans l'Elitserien en 1977 avec le Djurgården Hockey. Il remporte le Trophée Le Mat 1983, 1989, 1990 et 1991. Il met un terme à sa carrière en 1992 après une saison avec le Huddinge IK.

### Carrière internationale
Il représente la Suède au niveau international. Il est champion du monde en 1987 et médaillé d'argent en 1986. Il est médaillé de bronze olympique en 1984 et 1988. Il prend part à la Coupe Canada 1987 ainsi qu'aux sélections jeunes.

## Trophées et honneurs personnels

### Elitserien
- 1987 : remporte le Guldpucken.

## Statistiques

### En club
| Saison    | Équipe         | Ligue      |    | Saison régulière | Saison régulière | Saison régulière | Saison régulière | Saison régulière |   | Séries éliminatoires | Séries éliminatoires | Séries éliminatoires | Séries éliminatoires | Séries éliminatoires |
| Saison    | Équipe         | Ligue      | PJ | B                | A                | Pts              | Pun              | PJ               | B | A                    | Pts                  | Pun                  |                      |                      |
| 1977-1978 | Djurgårdens IF | Elitserien | 12 | 0                | 3                | 3                | 0                |                  |   |                      |                      |                      |                      |                      |
| 1978-1979 | Djurgårdens IF | Elitserien | 15 | 4                | 3                | 7                | 6                | 2                | 0 | 0                    | 0                    | 0                    |                      |                      |
| 1979-1980 | Djurgårdens IF | Elitserien | 28 | 4                | 10               | 14               | 22               |                  |   |                      |                      |                      |                      |                      |
| 1980-1981 | Djurgårdens IF | Elitserien | 35 | 12               | 10               | 22               | 46               |                  |   |                      |                      |                      |                      |                      |
| 1981-1982 | Djurgårdens IF | Elitserien | 33 | 6                | 11               | 17               | 57               | 7                | 4 | 5                    | 9                    | 22                   |                      |                      |
| 1983-1984 | Djurgårdens IF | Elitserien | 29 | 5                | 19               | 24               | 74               | 4                | 2 | 0                    | 2                    | 18                   |                      |                      |
| 1984-1985 | Djurgårdens IF | Elitserien | 35 | 11               | 16               | 27               | 42               | 8                | 3 | 5                    | 8                    | 10                   |                      |                      |
| 1985-1986 | Djurgårdens IF | Elitserien | 33 | 11               | 19               | 30               | 38               |                  |   |                      |                      |                      |                      |                      |
| 1986-1987 | Djurgårdens IF | Elitserien | 32 | 14               | 19               | 33               | 52               | 2                | 0 | 2                    | 2                    | 2                    |                      |                      |
| 1987-1988 | Djurgårdens IF | Elitserien | 32 | 17               | 26               | 43               | 38               | 3                | 0 | 0                    | 0                    | 0                    |                      |                      |
| 1988-1989 | Djurgårdens IF | Elitserien | 29 | 13               | 11               | 24               | 36               | 8                | 4 | 5                    | 9                    | 6                    |                      |                      |
| 1989-1990 | Djurgårdens IF | Elitserien | 31 | 10               | 15               | 25               | 40               | 5                | 1 | 2                    | 3                    | 4                    |                      |                      |
| 1990-1991 | Djurgårdens IF | Elitserien | 40 | 9                | 13               | 22               | 26               | 7                | 0 | 0                    | 0                    | 0                    |                      |                      |
| 1991-1992 | Huddinge IK    | Division 1 | 33 | 13               | 24               | 37               | 52               | -                | - | -                    | -                    | -                    |                      |                      |